# 网罟座ζ
网罟座ζ（ζ Ret）是一个位于南天星座网罟座的宽联星。在南半球相当暗的天空，可以用肉眼看出這是一對雙星。基于视差测量，这个系统距地球约39光年。网罟座ζ2有一个岩屑盘。两者都是和太阳性质相似的类太阳恒星。它们属于武仙座ζ移动星群，许多有着相同起源的恒星。
傳聞網罟座ζ系統的澤塔雙星為外星人中的小灰人(Greys)的故鄉，包括在羅斯威爾事件中失事及多起綁架事件的外星人母星，但目前人類在科學上，沒有證據证明网罟座ζ系統存在任何外星生物。

## 特性
网罟座ζ双星位于小星座网罟座的西侧，距离时钟座的边界大约25′。在黑暗的南半球天空，两星能够以肉眼或是双筒望远镜分辨。网罟座ζ1视星等5.52，在5等和6等星的分界上。网罟座ζ2稍亮一些，视星等5.22。
在赤纬−62°，该系统在英国的+53°地区不可见，所以它没有得到佛兰斯蒂德编号。这个恒星系统的拜耳命名法“网罟座ζ”是源于1756年法国天文学家拉卡伊的星图。
这两颗恒星与太阳的距离相似，并且在空间中的动线相同，证明了它们是受引力束缚的一对宽距联星系统。角距离309.2弧秒（5.2弧分），在适合的条件下用肉眼可以看得出是一对很近的恒星。两星之间的距离至少是3,750天文单位，轨道周期至少是17万年。
两颗恒星的物理性质都和太阳相似，所以它们是类太阳恒星。它们的恒星分类非常类似于太阳。ζ1有95%太阳质量和88%太阳半径。ζ2比ζ1稍大和稍亮，有100%太阳质量和97%太阳半径。两星都有些缺乏金属，氢氦以外元素的比例和太阳相比只有60%。ζ1的铍丰度异常的低，原因不明。可能的两种解释是在恒星形成时，从快速旋转的原恒星云中吸积质量时经历了多次强烈的爆发，或是在恒星年轻的时候因为快速自转经历了搅拌。
两星都被认为不寻常，因为它们的光度比和他们相似年龄和温度的主序星还要低。所以它们位于赫罗图中主序带的下方。但是，利用更精确的视差，计算出它们的光度其实更高，所以他们向上移动，进入主序带里。大部分的恒星随着老化都会在这条曲线以上。ζ1色球层有中等的磁场活动。虽然这个系统的动态表示它们属于较老的恒星，色球的性质表示它们大约只有20亿年。
这个恒星系统属于武仙座ζ移动星群，一群在空间中有相似动向的恒星，表示它们有共同的起源。它们目前以偏心率0.24的轨道环绕银河系。这个轨道使它们距离银心最近17,400光年，最远28,600光年。轨道的倾角让它们距离银河盘面最多1300光年。

## 岩屑盘
网罟座ζ没有已知的系外行星。在1996年9月20日，有证据表示有一个热木星环绕ζ2，但是这个发现很快就被拒绝了，信号是由于恒星的脉动产生的。2002年，用波长25微米的红外线检验ζ1，但是没有红外线超量的迹象。
在2007年，斯皮策空间望远镜发现ζ2在70微米的波长有红外线超量。很可能是平均温度150 K (−123 °C)以4.3天文单位环绕恒星的岩屑盘造成的。2010年，有更强分辨率的赫歇尔空间天文台，能够解析超过70微米波长的辐射超量，认为这个红外线超量是来自一个类似柯伊伯带的岩屑盘，半长轴100天文单位，温度30-40K，而不是之前推测的类似小行星带的岩屑盘。
环绕ζ2的岩屑盘显示出双极的对称特性，无论是在位置和亮度。这个特性可以解释成这岩屑盘的形状是椭圆形的，偏心率大于等于0.3，并且是从侧面看的。或是可能是因为盘内的结块。两种情形都表示有物体在塑形这个盘，可能是未探测到的轨道在盘外的类木行星或是20天文单位内的褐矮星。因为两星距离甚远，ζ1不可能塑形岩屑盘。盘形状的模拟指出在外侧干扰的行星质量不会大于2倍木星，近心点大约在距离恒星150-250天文单位，内测的干扰者至少有木星质量的10%。

## 神秘学及陰謀論
根據神秘學及陰謀論的論述，泽塔双星是小灰人的家鄉。澤塔雙星的小灰人早與地球人類有密切的來往，澤塔雙星的小灰人在地球上與美國政府秘密達成協議，將牲畜、地球人類及資源提供給小灰人以換取先進的外星技術，部分小灰人則在51區為美國政府及軍方工作。

## 外部連結
- . SolStation.   [2008-08-31]. （原始内容存档于2016-04-12）.
- . The Internet Stellar Database.   [2008-08-31]. （原始内容存档于2016-03-05）.
- . The Internet Stellar Database.   [2008-08-31]. （原始内容存档于2016-03-06）.
- . Hatirla Beni Belgesel.   [2008-08-31]. （原始内容存档于2011-07-23）.